# Dolní Třebonín
Dolní Třebonín  (deutsch Unterbreitenstein) ist eine Gemeinde in Tschechien. Sie liegt acht Kilometer nordöstlich von Český Krumlov  und gehört zum Okres Český Krumlov.

## Geographie

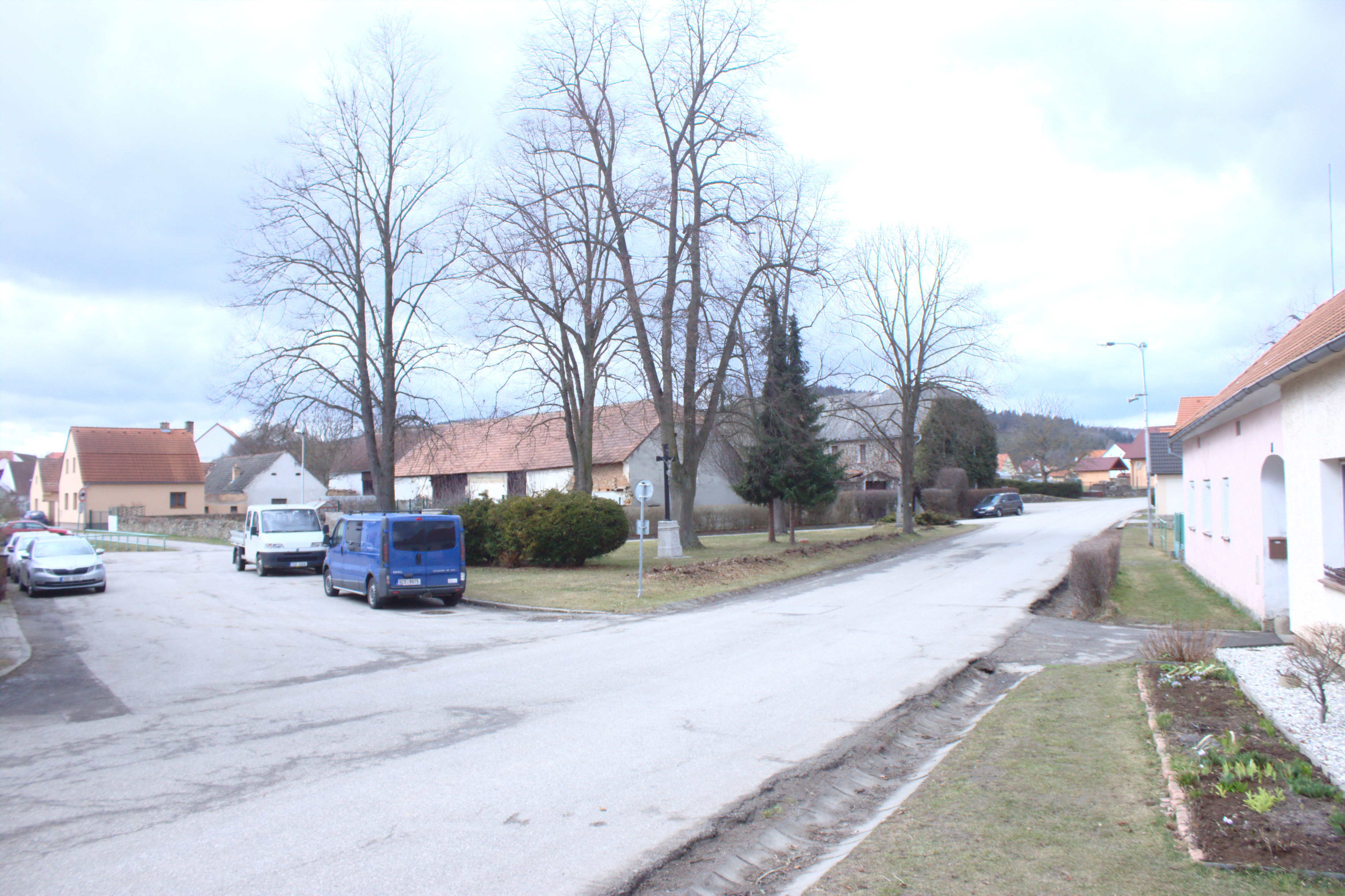
Dolní Třebonín, Dorfplatz

Der Ort befindet sich in 424 m ü. M. am Oberlauf des Třebonínský potok. Im Westen erhebt sich der 651 m hohe Věncová hora (Kranzberg).
Nachbarorte sind Krnín und Chlumec im Norden, Dolní Svince und Prostřední Svince im Osten, Horní Třebonín und Mojné im Süden, Černice im Südwesten sowie Zlatá Koruna und Štěkře im Westen.

### Gemeindegliederung
Die Gemeinde Dolní Třebonín besteht aus den Ortsteilen Čertyně (Tscheertin), Dolní Svince (Unterzwinzen), Dolní Třebonín, Horní Svince (Oberzwinzen), Horní Třebonín (Oberbreitenstein), Prostřední Svince (Mitterzwinzen), Štěkře (Stieks) und Záluží (Salluschen) sowie der Siedlung Čekanov.
Das Gemeindegebiet gliedert sich in die Katastralbezirke Dolní Svince, Dolní Třebonín, Prostřední Svince, Štěkře und Záluží nad Vltavou.

### Nachbargemeinden
| Křemže, Holubov | Vrábče, Chlumec u Českých Budějovic         | Kamenný Újezd |
| Zlatá Koruna    | Kompassrose, die auf Nachbargemeinden zeigt | Římov         |
| Mojné           |                                             | Velešín       |

## Geschichte
Das Dorf wurde 1375 erstmals urkundlich erwähnt. Seit Beginn des 15. Jahrhunderts wurde zwischen dem Ober- und Unterdorf unterschieden. Letzteres entwickelte sich im Laufe zum Hauptort und Horní Třebonín wurden dessen Ortsteil.
1971 wurde  Mojné zwangseingemeindet, der Ort ist seit 1990 wieder selbständig. Seit die Gemeinde im Jahre 2001 die Errichtung einer größeren Wohnsiedlung am nordwestlichen Ortsrand beschlossen hat, um ihre Infrastruktur erhalten zu können, hat sich die Einwohnerzahl fast verdoppelt. 1991 lebten in Dolní Třebonín 650 Menschen, 1996 waren es 655. Bis zum August 2006 hat sich deren Zahl auf 1197 erhöht. Zumeist handelte es sich um Bewohner der Plattenbausiedlungen in České Budějovice und Český Krumlov, die in die neuen Doppel- und Einfamilienhäuser am Fuße des Věncová hora (Kranzberg) zogen.

## Infrastruktur
Der südwestlich von České Budějovice im Dreieck Český Krumlov-Velešín-Kamenný Újezd befindliche Ort besitzt eine gute Verkehrswegeanbindung. Am westlichen Ortsrand liegt die Trasse der Europastraße 39 zwischen Kamenný Újezd und Český Krumlov, drei Kilometer östlich des Ortsteils Prostřední Svince verläuft die zur Schnellstraße R 3 ausgebaute E 55 zwischen Kamenný Újezd und der Landesgrenze bei Dolní Dvořiště/Wullowitz. Dort liegt auch der Haltepunkt Holkov an der Summerauerbahn. Außerdem ist Dolní Třebonín Ausgangspunkt der Staatsstraße 155, die beide Europastraßen verbindet und durch den Ortsteil Horní Třebonín nach Nordosten über Borovany ins Landesinnere führt.
In der Gemeinde Dolní Třebonín besteht eine Post, ein Kindergarten und eine Schule.

## Sehenswürdigkeiten
- In Dolní Třebonín, vor allem im Ortsteil Čertyně befinden sich Häuser im Stil des südböhmischen Bauernbarocks
- Feste Štěkře aus dem 12. Jahrhundert, die verfallene Anlage ist wieder in Privatbesitz zurückgegangen und wird schrittweise saniert.